# Astis
Astis település Franciaországban, Pyrénées-Atlantiques megyében. Lakosainak száma 350 fő (2022. január 1.). Astis Auriac, Argelos, Lasclaveries, Navailles-Angos és Saint-Armou községekkel határos.

## Népesség
A település népességének változása:
| Lakosok száma | 316  | 308  | 305  | 306  | 305  | 307  | 321  | 336  | 350  |
|               | 2013 | 2015 | 2016 | 2017 | 2018 | 2019 | 2020 | 2021 | 2022 |